# Bazadais
Entités précédentes :
- Vasates
- Gaule aquitaine
- Novempopulanie
- Duché de Gascogne

Entités suivantes :
- Département de la Gironde
- Région de Nouvelle-Aquitaine

Carte de la Guyenne montrant la partie septentrionale du Bazadais avec la ville de La Réole.

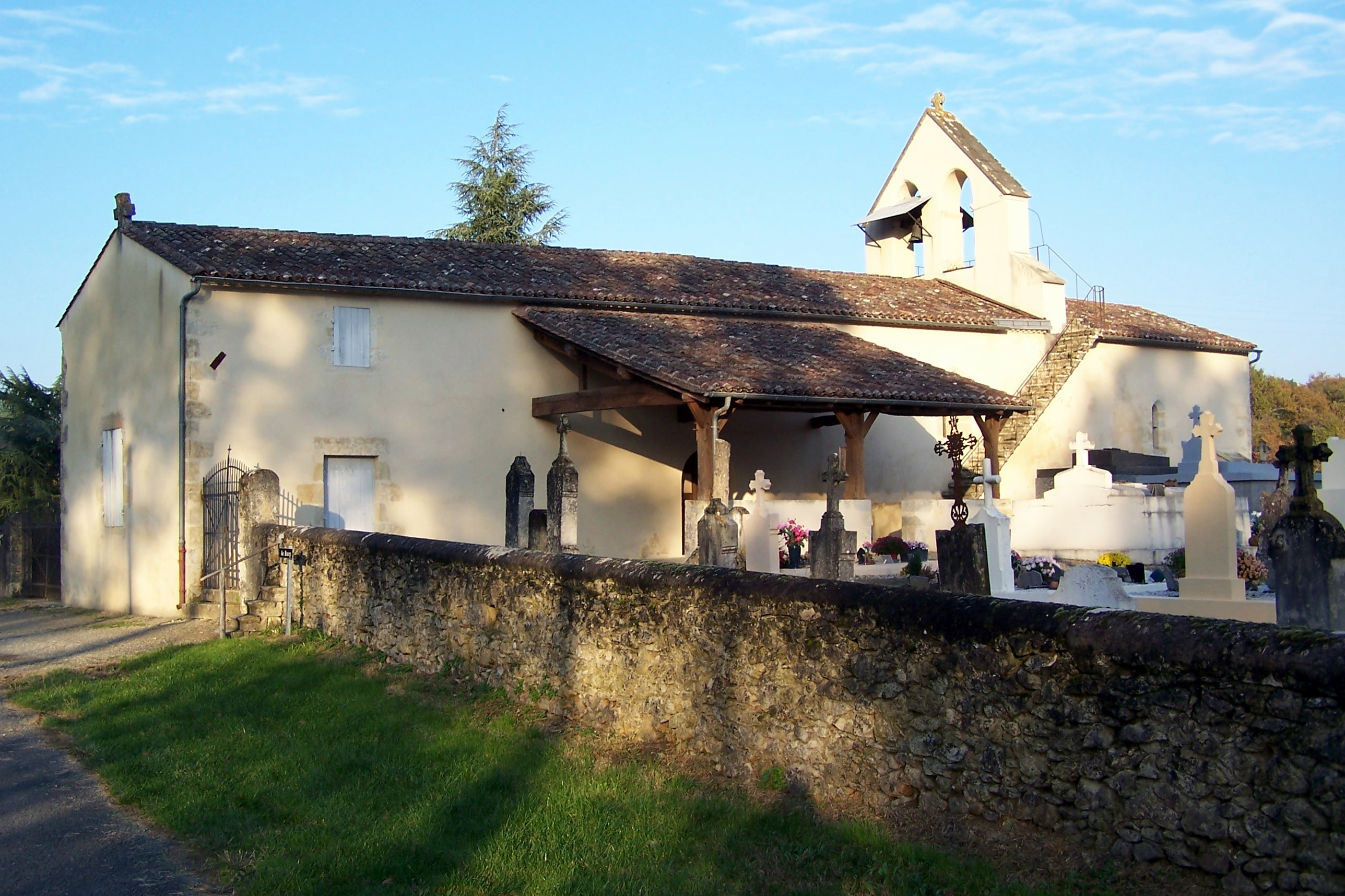
Église d'Aubiac.

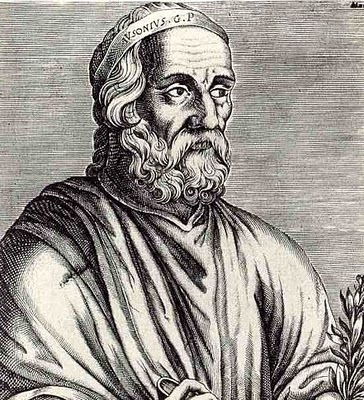
Le poète latin Ausone.

Le Bazadais (Vasadés (prononciation : Basadés), en gascon) est une ancienne circonscription partagée entre les provinces de Gascogne et de Guyenne située au sud-est de l'actuel département de la Gironde. Sa partie méridionale est  une région naturelle et un pays traditionnel de Gascogne.

## Étymologie
Le nom provient de (pagus) basatensis, « (pays des) Vasates », du nom du peuple aquitain local. Le nom d'habitant est Bazadais (Vasadés (prononciation : Basadés), en gascon).

## Géographie
Il faut distinguer le Bazadais, au sens de l'ancien diocèse de Bazas, qui comprend la partie orientale de l'Entre-deux-Mers (sauf l'ancien canton de Sainte-Foy-la-Grande et la commune de Landerrouat, qui appartiennent à l'Agenais), et la conception géographique moderne, qui limite le Bazadais à la Garonne. Comme on le voit, la suite de cette section emploie le mot « Bazadais » dans le second sens, en excluant les territoires situés au nord de la Garonne (voir la carte de l'infobox).
Le Bazadais s'arrête au nord à la ville de Langon. Cette dernière, devenue chef-lieu de sous-préfecture en 1926 aux dépens de Bazas, fait partie du Bazadais historique. Bazas fut choisie comme capitale de la région naturelle du Bazadais. Le Bazadais est délimité au sud par le cours du Ciron, il s'ouvre sur les Landes de Gascogne. Il est bordé à l'est par le Queyran, au sud et à l'ouest par la Grande-Lande et au nord-ouest par les Graves et les Landes du Cernès.
Le Bazadais reste à la fois un pays de collines et de landes. On y pratique l'élevage, notamment des vaches à viande de race bazadaise. Cette race à robe grise a fait l'objet d'un programme de conservation. Une partie du Bazadais est incluse dans la Haute-Lande girondine.

## Histoire
Les ancêtres des Bazadais nous ramènent aux Vasates, un peuple important de l'Aquitania novempopulana. Depuis le premier âge du fer, leur capitale Cossium représentait une place fortifiée contrôlant les échanges entre Toulouse et Bordeaux.
Le Bazadais a été un évêché depuis la première organisation chrétienne de l'Aquitaine . Il a intégré le duché de Gascogne au Xe siècle, puis a été rattaché au domaine royal sous Henri IV. Bertrand de Goth, futur pape Clément V, naquit à Uzeste, construisit dans la région sept châteaux pour lui et sa famille, dont Villandraut, Budos, Fargues, la Trave et Roquetaillade. Le château de Roquetaillade, construit en 1306 et restauré au XIXe siècle par Viollet-le-Duc, mérite d'être visité pour son aménagement intérieur et son mobilier. Avant sa mort, le roi Louis XI confirma sa protection royale par lettres patentes en février 1483.

## Culture
Le Bazadais est très attaché à ses traditions comme le défilé des bœufs de carnaval (de race bazadaise), les fifres et tambours (ripataoulère), les fêtes de la Saint-Jean avec ses feux devant la cathédrale Saint-Jean-Baptiste, le félibrisme avec le groupe folklorique landais « Lous dé Basats », la chasse à la palombe, le marché hebdomadaire du samedi sur la place de la cathédrale, les cercles, sortes de débits de boissons associatifs ou le rugby à XV. À l'extérieur du château de Roquetaillade, un écomusée témoigne de la vie rurale au début du XXe siècle.

## Économie
L'agriculture du Bazadais est quasiment en voie de disparition, en effet le reboisement, les friches et l'urbanisation grignotent petit à petit les vieilles prairies dévolues à l'élevage bovin (viande, lait). Plus qu'ailleurs la transmission des exploitations aux jeunes agriculteurs ne se fait pas.

## Personnalités
| - Ausone - Guillaume Bouic | - Jean Callen - Marcel Courrégelongue | - Bernard Lubat - Jean de Mansencal | - Anatole de Monzie - Jean Servière |